# Leuciscus cephaloides
Leuciscus cephaloides és una espècie de peix cipriniforme de la família dels ciprínids que es troba a Turquia.